# 天虹娛樂場

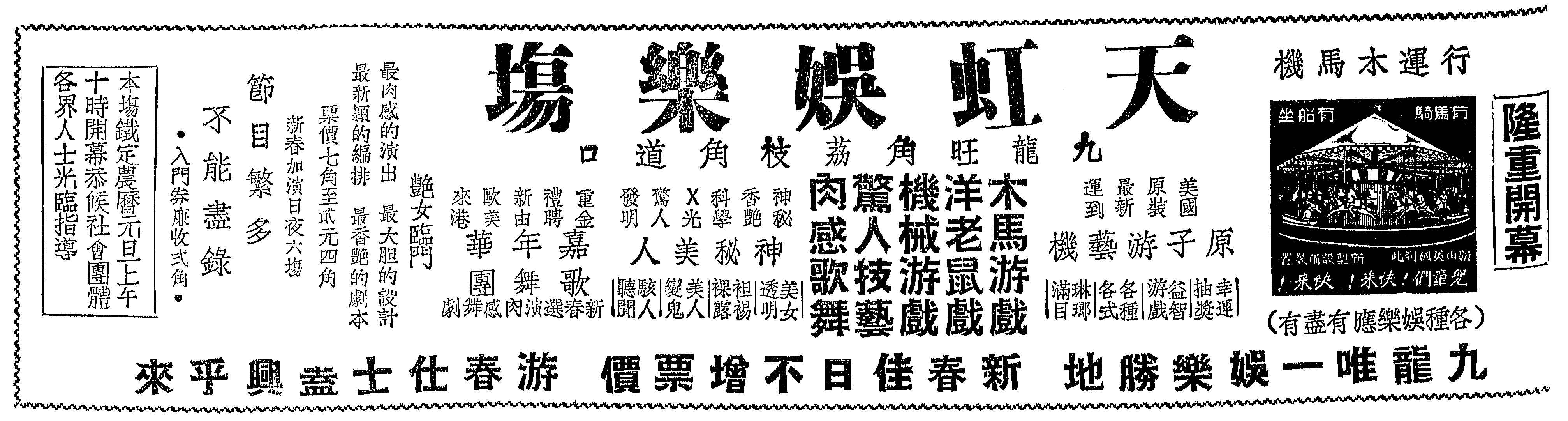
刊登於在1950年2月15日的香港《華僑日報》封面的天虹娛樂場之開幕廣告

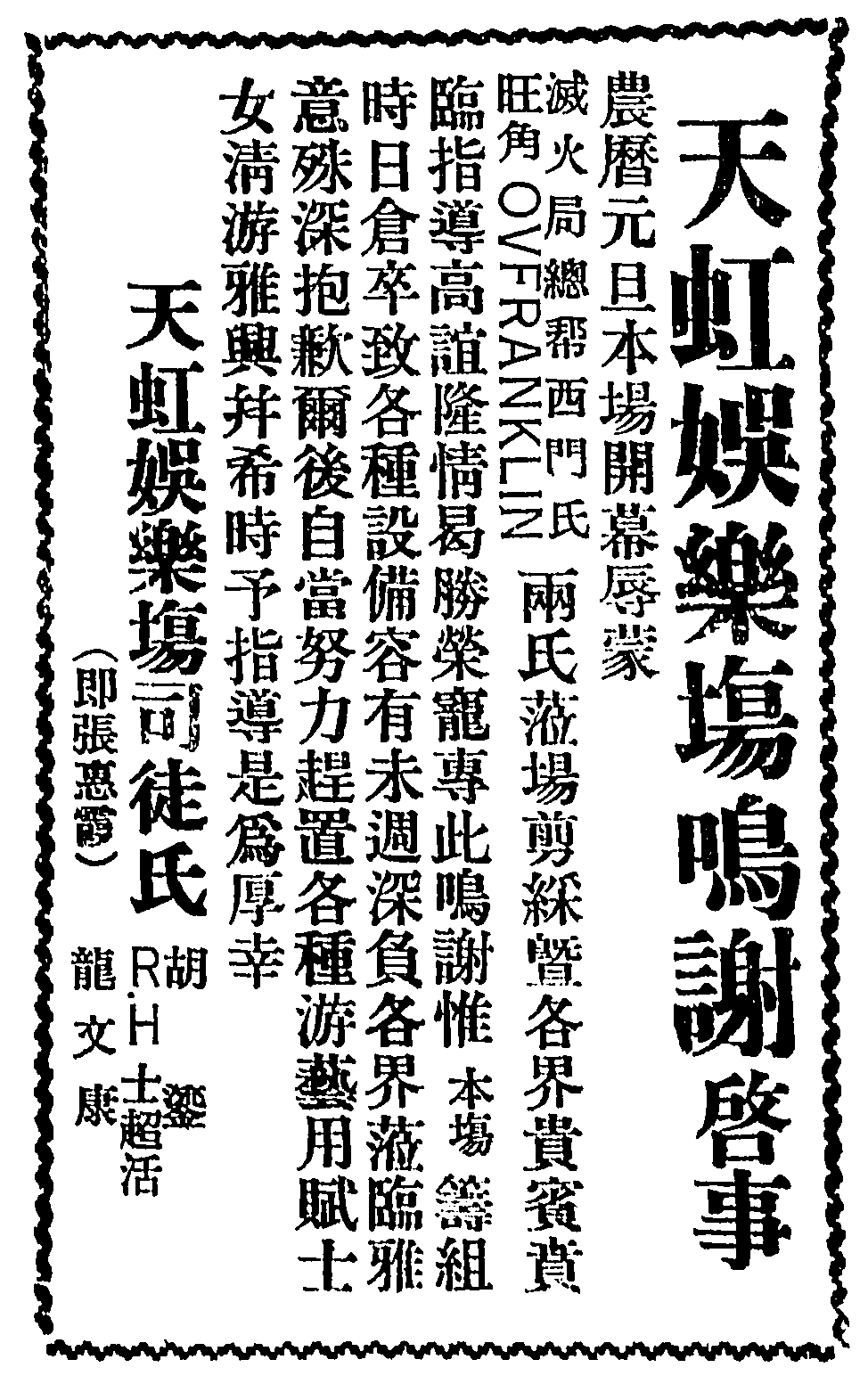
刊登於在1950年2月19日的香港《工商日報》第四頁的天虹娛樂場之鳴謝啟事

天虹娛樂場位於九龍旺角彌敦道與荔枝角道交界的遊樂場，1950年2月17日（農曆庚寅虎年正月初一，星期五）上午10時開始營業，場主是張惠霞（司徒氏），委托金融商人胡鎏及龍文康主持，當天由香港滅火局（消防局的前身）總監Simon及九龍旺角滅火局局長Franklin兩人剪綵。設施有歌舞劇場、由美國進口的木馬及「原子遊藝機」（彈珠機）、「紫光美人」、各種機械遊藝、獎品遊藝。由於香港政府對於該地段只是批出一年堆柴合約，因此該遊樂場屬於違章建築、遂於1950年5月停止營業，場主張惠霞亦因為誤導投資者引致損失而被起訴。

## 票價
- 入場券：港幣兩毫；
- 歐美『嘉年華歌舞團』艷舞表演票價：港幣七毫至二元四毫。